# Tour de France Automobile 1982
Tour de France Automobile 1982 (41. Tour de France Automobile) – 41. edycja rajdu samochodowego Tour de France Automobilen rozgrywanego we Francji. Rozgrywany był od 17 do 22 września 1982 roku. Była to trzydziesta dziewiąta runda Rajdowych Mistrzostw Europy w roku 1982 (rajd miał najwyższy współczynnik - 4) oraz dziewiąta runda Rajdowych mistrzostw Francji.

## Klasyfikacja rajdu
| Miejsce                                          | Kierowca                                         | Pilot                                            | Samochód                                         | Czas                                             | Strata                                           |                                                  |
| Klasyfikacja generalna, ERC i mistrzostw Francji | Klasyfikacja generalna, ERC i mistrzostw Francji | Klasyfikacja generalna, ERC i mistrzostw Francji | Klasyfikacja generalna, ERC i mistrzostw Francji | Klasyfikacja generalna, ERC i mistrzostw Francji | Klasyfikacja generalna, ERC i mistrzostw Francji | Klasyfikacja generalna, ERC i mistrzostw Francji |
| ------------------------------------------------ | ------------------------------------------------ | ------------------------------------------------ | ------------------------------------------------ | ------------------------------------------------ | ------------------------------------------------ | ------------------------------------------------ |
| 1.                                               | Jean-Claude Andruet                              | Michèle Espinosi-Petit                           | Ferrari 308 GTB                                  | 6:43:43                                          | 0.0                                              |                                                  |
| 2.                                               | Jean-Luc Thérier                                 | Michel Vial                                      | Renault 5 Turbo                                  | 6:44:56                                          | +1:13                                            |                                                  |
| 3.                                               | Jean-Louis Clarr                                 | Arnaldo Bernacchini                              | Lancia 037                                       | 7:04:51                                          | +21:08                                           |                                                  |
| 4.                                               | François Chatriot                                | Annick Pauvergne                                 | Renault 5 Turbo                                  | 7:05:10                                          | +21:27                                           |                                                  |
| 5.                                               | Philippe Touren                                  | Jean-Luc Alric                                   | Renault 5 Turbo                                  | 7:06:55                                          | +23:12                                           |                                                  |
| 6.                                               | Paul Ruby                                        | Alain Giron                                      | Renault 5 Turbo                                  | 7:21:07                                          | +37:24                                           |                                                  |
| 7.                                               | Jean-Claude Sola                                 | Chantal Liénard Sola                             | Renault 5 Alpine                                 | 7:28:40                                          | +44:57                                           |                                                  |
| 8.                                               | René Sarrazin                                    | Albert Neyron                                    | Renault 5 Turbo                                  | 7:33:32                                          | +49:49                                           |                                                  |
| 9.                                               | François Rousseau                                | Robert Wrege                                     | Opel Kadett GT/E                                 | 7:40:25                                          | +56:42                                           |                                                  |
| 10.                                              | Bernard Orengo                                   | Max Spinelli                                     | Porsche 911 SC                                   | 7:45:27                                          | +1:01:44                                         |                                                  |